# Dilophus gracilipes
Dilophus gracilipes är en tvåvingeart som beskrevs av Edwards 1930. Dilophus gracilipes ingår i släktet Dilophus och familjen hårmyggor. Inga underarter finns listade i Catalogue of Life.